# Kusimanser
Kusimanser (Crossarchus) är ett släkte i rovdjursfamiljen manguster. Det finns fyra arter som förekommer i västra och centrala Afrika. Det vetenskapliga namnet är sammansatt av de grekiska orden crossotos (med fransar) och archos (anus). Det syftar på små hudveck kring körtlar vid arternas anus.
Arternas päls är jämförelsevis grov och lång. Den har en guldbrun till gråbrun färg. Huvudet är ljusare än den övriga kroppen och extremiteterna är mörkare. Dessa djur har ett spetsigt huvud med små öron. Kroppslängden ligger mellan 31 och 45 centimeter och svansen är 15 till 25 centimeter lång. Vuxna individer har en vikt mellan 450 och 1500 gram.
Habitatet utgörs av skogar och sumpmarker. De lever i grupper av 10 till 24 individer som består av en till tre familjer. De vandrar mycket och stannar sällan mer än två dagar på samma ställe. Arterna i släktet är aktiva både på dagen och på natten. De gömmer sig i bon under jorden eller i högt gräs.
Kusimanser är allätare som livnär sig av insekter och deras larver samt av mindre ryggradsdjur, krabbor och frukter. Födan grävs ofta fram ur förmultnande växtdelar eller från det översta jordlagret.
Dessa djur kan para sig flera gånger per år. Efter dräktigheten som varar i 58 dagar föder honan 2 till 4 ungar. Ungarna börjar efter tre veckor med fast föda och är könsmogna efter nio månader. Djur i fångenskap har blivit upp till nio år gamla.
Ibland har dessa djur hållits som husdjur på grund av att de går lätt att domesticera. I naturen är de inte sällsynta och ingen art räknas som hotad.

## Arterna
Arterna är:
- Crossarchus obscurus, förekommer från Sierra Leone till Ghana.
- Crossarchus platycephalus, finns från Benin till södra Kamerun. Vissa zoologer räknar djuret som underart till den först nämnda arten.
- Crossarchus ansorgei, förekommer i Kongo-Kinshasa och i norra Angola.
- Crossarchus alexandri, lever i Kongo-Kinshasa och Uganda, möjligtvis även i Centralafrikanska republiken och Zambia.